# Забельский (аэродром)
Забельский (Центральный аэроклуб РБ ДОСААФ России) — спортивный аэродром в городе Уфе. Расположен в поселке Восьмое Марта. Использовался как аэродром малой авиации, база для прыжков с парашютом.

## Аэродром
Поле аэродрома имеет размеры 1000х1500 м, ограничено дачным поселком с одной стороны, и дорогой с другой. Взлётно-посадочная полоса грунтовая. В связи с ограничениями грунтовой полосы, полёты и прыжки с парашютом проводились летом-в начале осени, и с середины зимы до схода снега. В период с 10 апреля по 15 мая лётное поле непригодно для эксплуатации.
Аэродром способен принимать самолёты Ан-2, Як-52, вертолёты Ка-26, Ми-8, сверхлёгкую авиацию и планеры всех модификаций.
Так как над Уфой проходят крупные магистральные воздушные трассы, полеты рядом с городом затруднены. Для осуществления полетов АСК имеет свой сегмент воздушного пространства, ограниченный с юга границей района Затон, с севера излучиной реки около промзоны Уфы, и правым берегом реки Белой с востока. Связь: 131,2 «Капрал».

## Аэроклуб

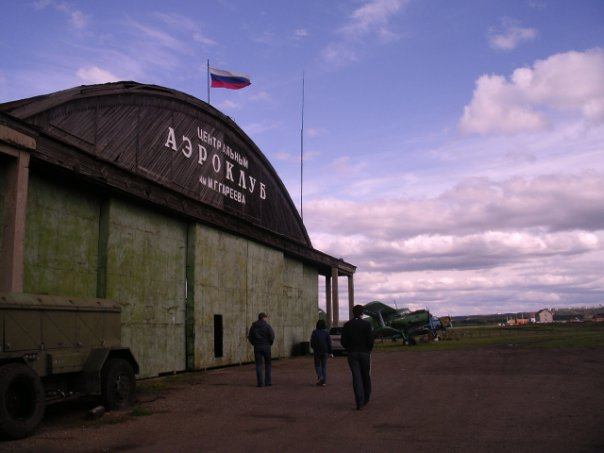
Здание аэроклуба

Аэродром управляется Центральным аэроклубом Республики Башкортостан (ЦАК РБ ДОСААФ России) имени Мусы Гареева. Аэроклуб основан в 1933 году (Журнал заседания Президиума Центрального Исполнительного Комитета Башкирской АССР № 80 от 29 августа 1933 г.).
Во время Великой Отечественной войны аэроклуб оказал значительную роль в подготовке пилотов и десантников.
На аэродроме Забельском базировались несколько самолетов Ан-2, а также несколько СЛА типа «Птенец-2», «Вильга», мотодельтапланов.

### Прыжки с парашютом
Коммерческие прыжки с парашютом выполнялись с самолета Ан-2, с высоты 800 метров. Использовались круглые парашюты Д-1-5у.
Для обучения спортсменов используется классическая программа, программы подготовки AFF нет. Спортивные прыжки выполняются с высоты 3000 м.

### Парашютный спорт в Уфе и Башкортостане
Спортивные прыжки с парашютами выполняются в Башкортостане в городах Уфе, на аэродроме Первушино, Стерлитамаке, Октябрьском. Часто проводятся соревнования по классическим видам парашютного спорта. Уфимские спортсмены регулярно занимают призовые места.
Для подготовки спортсменов используется одна из крупнейших баз России в Мензелинске, расположенная в 220 км от Уфы и аэродинамические трубы в Самаре и Москве.

### Земельный конфликт исчерпан
В связи с расширением города аэродром Забельский оказался фактически в черте города. На сегодняшний день, прямо до аэродрома ходит общественный транспорт (городские автобус, троллейбус). Поселок Восьмое Марта, рядом с которым расположен аэродром, быстро застраивается коттеджами, в некоторых случаях ведется незаконное строительство на территории аэродрома.
Совхоз "Алексеевский" неоднократно выдвигал требования передать ему территорию поля аэродрома в связи с утерей документов на аренду. В 2009 году стороны пришли к соглашению о продлении срока аренды аэродрома до 2015 года. 
Планировался перенос аэродрома на север города, в посёлок Вотикеево. 
В 2018 году конфликт был исчерпан - решением арбитражного суда земля аэродрома "Забельский" возвращена в федеральную собственность и передана в долгосрочную аренду до 2067 года Уфимскому аэроклубу на основании Договора от 01.02.2019 года, зарегистрированного Управлением Федеральной службы государственной регистрации, кадастра и картографии по Республике Башкортостан 15.02.2019 года номер записи регистрации 02:55:050202:4484-02/101/2019-4. 